# Francis Poulenc

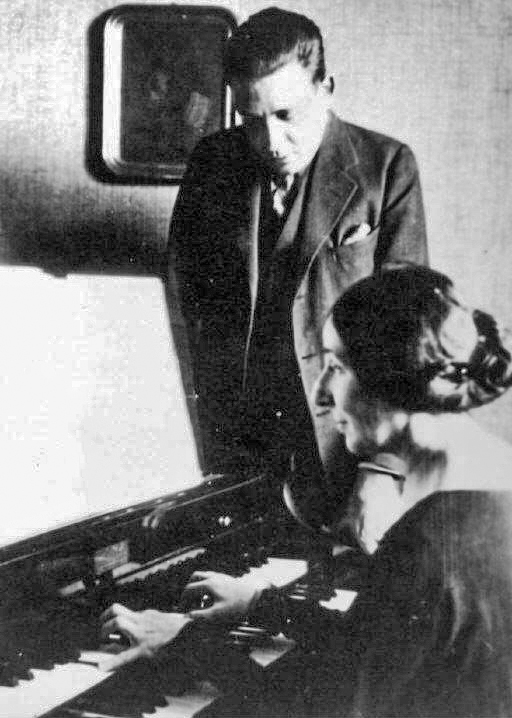
Francis Poulenc und Wanda Landowska

Francis Jean Marcel Poulenc [fʀɑ̃ˈsis puˈlɛ̃k] (* 7. Januar 1899 in Paris; † 30. Januar 1963 ebenda) war ein französischer Pianist und Komponist.

## Leben und Werk
Poulencs Vater Émile Poulenc war Miteigentümer von Poulenc Frères, einem Unternehmen zur Herstellung von Arzneimitteln, aus dem Rhône-Poulenc hervorging. Seine Mutter brachte ihm das Klavierspielen bei, Musik war fester Bestandteil des Familienlebens. Im Alter von 15 Jahren wurde er Klavierschüler von Ricardo Viñes; „je lui dois tout“ („ihm verdanke ich alles“), sagte er 1953 in einem Interview. Im Jahr 1918, während seines Militärdiensts, komponierte Poulenc drei Miniaturen. Ab 1921 erhielt er eine musikalische Ausbildung durch Charles Koechlin.
Von Igor Stravinsky und Maurice Chevalier ebenso beeinflusst wie vom französischen Vaudeville, stieß Poulenc nach dem Ersten Weltkrieg zu einer Les Six genannten Gruppe junger Komponisten um Erik Satie und den Schriftsteller Jean Cocteau, deren Mitglieder den Impressionismus zugunsten einer größeren Einfachheit und Klarheit ablehnten. Francis Poulenc begleitete Darius Milhaud um 1922 auf seinen Europa-Reisen. 
Einiges vom Stil der Six fand Eingang in Poulencs eigene musikalische Arbeit. Er übernahm Techniken der Dadaisten und ließ sich von populären Melodien beeinflussen. Charmante Vulgarität erschien ihm wichtiger als das tiefe Gefühl der Romantik. Er war ein herausragender Pianist, und die Klaviermusik dominierte sein frühes Werk. Seine Freundschaft mit einigen Dichtern des Montparnasse, darunter Guillaume Apollinaire und Paul Éluard, führte zur Komposition zahlreicher Lieder zu deren Texten. Auch für den gleichaltrigen Bariton Pierre Bernac, den er 1926 kennenlernte und von 1934 bis 1959 als Pianist begleitete, schrieb er viele Lieder.
Im Jahr 1936 wandte sich Poulenc nach dem Unfalltod seines Freundes, des Komponisten und Kritikers Pierre Octave Ferroud, und dem Besuch der schwarzen Madonna von Rocamadour dem katholischen Glauben zu. In seinem kompositorischen Werk schlug sich das in einer Reihe geistlicher Stücke nieder, die oft als seine wichtigsten Arbeiten gesehen werden, auch wenn er selbst seinen Schwerpunkt in der Komposition von Opern sah.
Im Sommer 1943 komponierte Poulenc die Kantate für Doppelchor a cappella Figure humaine („Menschliches Antlitz“). Auch darin vertonte er Gedichte seines Lieblingsdichters, Paul Éluard. Während der Zeit der deutschen Besetzung Frankreichs erhielt Poulenc immer wieder anonym Texte aus Kreisen der Résistance, darunter solche, die er als Gedichte von Éluard identifizierte, etwa die berühmte Ode à la liberté. Poulenc ließ die Lieder, die er zu diesen Texten komponierte, heimlich von dem Verleger Paul Rouart drucken, damit sie nach der Befreiung Frankreichs möglichst rasch aufgeführt werden konnten. Poulenc verstand diese Arbeit als einen Akt des Glaubens und der Zuversicht. Er beschränkte sich in den Kompositionen bewusst auf die menschliche Stimme und verzichtete auf Instrumente. Die Komposition wurde vor Ende des Krieges nach England geschmuggelt, wo sie im Januar 1945 in einer englischen Übersetzung uraufgeführt wurde. Die französische Erstaufführung fand im Jahr 1947 statt.
Für seine erste Oper, 1947 an der Opéra-Comique in Paris uraufgeführt, verwendete Poulenc Texte von Apollinaire als Inspiration und arbeitete auf der Grundlage von dessen Les mamelles de Tirésias.
Dialogues des Carmélites von 1957, im Auftrag von Ricordi für das Teatro alla Scala di Milano komponiert, ist Poulencs wohl bekannteste Oper. Die Handlung basiert auf dem Roman Die Letzte am Schafott von Gertrud von le Fort, der auf das Schicksal der 16 Märtyrinnen von Compiègne eingeht, die während der Französischen Revolution mit dem Fallbeil hingerichtet wurden. 
Poulencs letzte Oper war eine Tragödie in einem Akt unter dem Titel La voix humaine (Die menschliche Stimme) nach einem 1930 erschienenen Theaterstück von Jean Cocteau. Sie wurde am 6. Februar 1959 an der Komischen Oper in Paris uraufgeführt.
Außer diesen Opern schrieb Poulenc je ein Konzert für Orgel, Cembalo, Klavier und zwei Klaviere, weiterhin Messen sowie zahlreiche kammermusikalische Werke. Dabei bediente er sich immer wieder bei seinen Vorbildern Mozart und Saint-Saëns. 
Seit 1995 werden seine Werke im Francis-Poulenc-Werkverzeichnis (FP) gesammelt. Seit 1958 war Poulenc Ehrenmitglied der American Academy of Arts and Letters.
Die Beziehung Poulencs zu dem Sänger Bernac, den er 25 Jahre lang bei seinen Auftritten am Klavier begleitete, ging über berufliche Interessen hinaus. Manche Autoren betrachten Poulenc als einen der ersten Komponisten, der seine homosexuellen Neigungen vor der Öffentlichkeit nicht verborgen habe. Über eine frühere Beziehung zu dem Maler Richard Chanlaire sagte er, dieser habe sein Leben verändert, er sei der Sonnenschein seiner dreißiger Jahre gewesen, ein Grund zu leben und zu arbeiten. Ihm widmete er 1928 sein Concerto champêtre. An anderer Stelle bekannte er, er sei in seinem Glauben genauso aufrichtig und ohne messianisches Geschrei wie in seiner Pariser Sexualität gewesen. Zwar hatte Poulenc auch mehrere Beziehungen zu Frauen, doch die Vaterschaft seiner Tochter Marie-Ange erkannte er nicht öffentlich an. Eine Freundin, Raymonde Linossier, hatte er zu heiraten beabsichtigt, doch dies verhinderte ihr Tod im Jahr 1930.
Francis Poulenc starb am 30. Januar 1963 in Paris an Herzversagen. Sein Grab befindet sich auf dem Friedhof Père-Lachaise in Paris.

## Werke
Die Abkürzung „FP“ bezieht sich auf das Werkverzeichnis von Carl B. Schmidt; siehe Literatur.

### Bühnenwerke
- Musik zum Ballett „Les Biches“ FP36 (Die Hindinnen, 1922/23), brachte den Durchbruch.
- Les animaux modèles – Ballettmusik nach Fabeln von La Fontaine FP111 (1940)
- L’Histoire de Babar, le petit éléphant FP129 (Die Geschichte von Babar, dem kleinen Elefanten, 1940–1945), Vertonung des ersten Bandes der Babar-Serie von Jean de Brunhoff
- Les mamelles de Tirésias (Opéra bouffe) (1947)
- Dialogues des Carmélites (Oper) FP159 (1957)
- La Voix Humaine (Oper) FP171 (1959)

### Filmmusik
- La Belle au bois dormant FP76
- La Duchesse de Langeais FP116
- Le Voyageur sans bagage FP123
- La Nuit de la Saint-Jean FP124
- Le Voyage en Amérique FP149

### Geistliche Werke
- Processional pour la crémation d’un mandarin FP1
- Litanies à la Vierge Noire (1936)
- Messe in G-Dur FP89 (1937)
- Quatre motets pour un temps de pénitence FP97 (1938–1939), im Einzelnen werden hierunter folgende vier Motetten zusammengefasst:
  - Timor et tremor
  - Vinea mea electa
  - Tenebrae factae sunt
  - Tristis est anima mea
- Exultate Deo FP109 (1941)
- Quatre petites prières de Saint François d’Assise FP142 (1948)
- Stabat mater FP148 (1950)
- Quatre motets pour le temps de Noël FP152 (1952), umfasst die Motetten
  - O Magnum Mysterium
  - Quem vidistis pastores dicite
  - Videntes stellam
  - Hodie Christus natus est
- Gloria FP177 (1959), Uraufführung in Boston (1961)
- Salve Regina, SATB, Mai 1941

### Weitere Chorwerke
- Sept chansons pour chœur mixte (1936)
- Un soir de neige (1944)
- Figure humaine – Kantate für Doppelchor a cappella FP120 (Menschliches Antlitz, 1943), Uraufführung im Januar 1945 in London
- Chanson à boire

### Kammermusik
- Sonate für 2 Klarinetten op. 7 FP7 (1918/1945)
- Sonate für Klavier zu vier Händen FP8 (1918)
- Sonate Nr. 1 für Violine und Klavier op. 12 FP12 (1918)
- Quatuor à cordes I FP28 (1921), vernichtet?
- Sonate für Klarinette und Fagott op. 32 FP32 (1922/1945)
- Sonate für Horn, Trompete und Posaune op. 33 FP33 (1922/1945)
- Sonate Nr. 2 für Violine und Klavier op. 39 FP39 (1924)
- Trio für Oboe, Fagott und Klavier op. 43 FP43 (1926)
- Sonate Nr. 3 für Violine und Klavier op. 54 FP54 (1929)
- Villanelle für Blockflöte und Klavier op. 74 FP74 (1934)
- Suite française für 2 Oboen, 2 Fagotte, 2 Trompeten, 3 Posaunen, Schlagzeug und Cembalo op. 80 FP80 (1935)
- Sextett für Klavier und Bläserquintett op. 100 FP100 (1932–39)
- Sonate Nr. 4 für Violine und Klavier op. 119 FP119 (1942–43/1949)
- Quatuor à cordes II FP133 (1945–47), vernichtet
- Sonate für Violoncello und Klavier op. 143 FP143 (1940–48)
- Trois mouvements perpétuels für 9 Instrumente op. 14 FP14 (1946)
- Sonate für Flöte und Klavier op. 164 FP164 (1956–57)
- Elegie für Horn und Klavier op. 168 FP168 (1957)
- Sarabande für Gitarre op. 179 FP179 (1960)
- Sonate für Klarinette und Klavier op. 184 FP184 (1962)
- Sonate für Oboe und Klavier op. 185 FP185 (1962)

### Klavierwerke
- Impromptus [6] FP21 (1920–21, rev. 1924 und 1939)
- Trois Études de Pianola FP26
- Nocturnes [1–8] FP56 (1930–38)
- Feuillets d’album FP68 (1933)
- Improvisations 13–14 FP170 (1958)
- Improvisation 15 FP176 (Hommage an Edith Piaf, 1959)

### Lieder
- Banalités (1940)
- Tel jour tel nuit (1937)
- Sept chansons d’Apollinaire et d’Eluard (1936)
- Deux poèmes de Louis Aragon (1943)
- Cinq poèmes de Paul Eluard (1934)
- Épitaphe (1930)
- Le Bestiaires (1919)
- Allons plus vite (1937)
- Dans le jardin d’Anna (1937)
- Miroir brulantes (1937)
- La Grenouillère (1937)
- Chansons gaillardes FP42 (1925–26)
- Airs chantés FP46 (1927)
- Métamorphoses FP121 (1943)
- La Travail de peintre FP161 (1956)

### Orchesterwerke
- Discours du général und La Baigneuse de Trouville FP23 Nr. 2 (aus dem Sammelwerk Les Mariés de la Tour Eiffel der Groupe des Six, 1921)
- Suite „Napoli“ FP40 (1922), mit berühmten Caprice Italien
- Concert champêtre für Clavecin und Orchester FP49 (1927–1928), für Wanda Landowska, Richard Chanelaire gewidmet
- Aubade Choreographisches Konzert für Klavier und 18 Instrumente FP51 (1929)
- Konzert für zwei Klaviere und Orchester d-Moll FP61 (1932)
- Concerto pour orgue, cordes et timbales en sol mineur (Konzert für Orgel, Streicher und Pauke g-Moll) FP93 (1938)
- Sinfonietta FP141 (1947)
- Klavierkonzert cis-Moll FP146 (1950)